# جرج بوردی
جرج بوردی ( انگلیسی: George Burdi؛ همچنین شناخته شده با نام جرج اریک هاوثورن انگلیسی: George Eric Hawthorne؛ ۱۹۷۰) خواننده سبک راک ارمنی‌تبار اهل کانادا است. که از سال ۱۹۸۸ میلادی مشغول فعالیت است.

## زندگی‌نامه
وی در ۱۹۷۰ در تورنتو به دنیا آمد .